# Stazione di Vilpiano-Nalles
La stazione di Vilpiano-Nalles (in tedesco Bahnhof Vilpian-Nals) è una stazione ferroviaria posta sulla linea Bolzano-Merano. Serve il centro abitato di Vilpiano, frazione del comune di Terlano, e il limitrofo comune di Nalles.